# Konsztantyin Valerjevics Igropulo
Konsztantyin Valerjevics Igropulo (oroszul: Константин Валерьевич Игропуло; Sztavropol, 1985. április 14. –) orosz válogatott kézilabdázó, a lengyel Wisła Płock jobbátlövője.

## Pályafutása

### Klubcsapatokban
Pályafutása elején megfordult a Panellíniósz Athén és az SZKA Sztavropol csapataiban, majd 2005-től 2009-ig a Csehovszkije Medvegyi csapatában kézilabdázott, akikkel négyszer nyert orosz bajnokságot. A Panellíniósszal és a Csehovszkijével szerepelt több nemzetközi kupában is. 2009 nyarán szerződtette a spanyol Barcelona, a katalánokkal pedig a 2010–2011-es szezonban Bajnokok Ligája-győztes lett. 2012-ben a német Bundesligában szereplő Füchse Berlin játékosa lett, akikkel 2015-ben EHF-kupát nyert. 2015 nyarától két évet a dán Koldingban töltött, majd egy szezon erejéig a fehérorosz Meskov Breszt játékosa volt. Bajnokságot és kupát nyert a csapattal. 2019 nyarán a lengyel Wisła Płock szerződtette.

### A válogatottban
2004-ben a strandkézilabda-válogatottal Európa-bajnok és világbajnoki bronzérmes volt. 2005-ben mutatkozott be az orosz kézilabda-válogatottban. Részt vett a 2012-es és 2014-es Európa-bajnokságon, valamint a 2015-ös világbajnokságon és szerepelt a 2008-as pekingi olimpián, ahol az orosz válogatott a 6. helyen zárt.

## Magánélet
2007-ig matematikát és fizikát tanult a Sztavropoli Állami Egyetemen. 2010 óta nős.
2016 áprilisában Krasznaja Poljanában saját testi épségét kockáztatva megmentett egy hétéves kislányt, aki az üdülőfalu központjában mintegy hatméteres magasságról esett le a mozgólépcsőről.

## Sikerei, díjai
Panellíniósz Athén
- Görög bajnok: 2004

Csehovszkije Medvegyi
- Orosz bajnok: 2006, 2007, 2008, 2009
- Orosz Kupa-győztes: 2009

Barcelona
- Spanyol bajnok: 2011
- Spanyol Király-kupa-győztes: 2010
- Spanyol Kupa-győztes: 2010, 2012
- Spanyol Szuperkupa-győztes: 2009, 2010
- Bajnokok Ligája-győztes: 2011

Füchse Berlin
- Német Kupa-győztes: 2014
- EHF-kupa-győztes: 2015

Meskov Breszt
- Fehérorosz bajnok: 2018
- Fehérorosz Kupa-győztes: 2018

## Statisztikája a német Bundesligában
| Szezon    | Csapat        | Bajnokság  | Pályára lépés | Összes gól | Gól hétméteresből | Akciógól |
| --------- | ------------- | ---------- | ------------- | ---------- | ----------------- | -------- |
| 2012–13   | Füchse Berlin | Bundesliga | 25            | 122        | 41                | 81       |
| 2013–14   | Füchse Berlin | Bundesliga | 32            | 158        | 46                | 112      |
| 2012–2014 | Összesen      | Bundesliga | 57            | 280        | 87                | 193      |